# Дэвис, Ларри (музыкант)
Ларри «Тотси» Дэвис (англ. Larry «Totsy» Davis; 4 декабря 1936, Пайн-Блафф, Арканзас, США  — 19 апреля 1994, Лос Анджелес, Калифорния, США) — американский блюзовый гитарист, бас-гитарист, вокалист и автор песен. Лауреат Blues Music Awards в номинациях «Песня года» (1982), «Альбом современного блюза» (1982), номинант Blues Music Awards в номинациях «Песня года» (1989), «Блюзовый вокалист» (1982, 1983). Член Зала славы блюза с альбомами или синглами, внесёнными в Зал славы как классические блюзовые записи (1994) . 

## Биография
Родившийся в Пайн-Блаффе (по другим данным он был уроженцем Канзас-Сити ) Ларри Дэвис рос затем в Ингленде и в столице Арканзаса Литл-Рок. Сначала он выучился играть на барабанах, и с 14 лет играл профессионально в группе Санни Блэра. Потом сменил барабаны на бас-гитару в той же группе. В начале 1950-х некоторое время жил в Калифорнии и работал в качестве аккомпаниатора Билли Гейлса.  В 1957 году вернулся в Литтл-Рок, начал работать в дуэте с Фентоном Робинсоном, и по рекомендации Бобби Блу Блэнда Duke Records подписала с ними контракт. Дэвис выпустил три сингла, и на одном из них была его известнейшая песня «Texas Flood», которая в 1994 году была внесена в Зал славы блюза, ставшая в 1980-е годы очень популярной в исполнении Стиви Рэя Вона. Но затем с музыкантом контракт не подписывали. Некоторое время он жил в Сент-Луисе, где играл на бас-гитаре в группе Альберта Кинга. В то же время он освоил гитару (партия гитары в «Texas Flood» принадлежит Фентону Робинсону ), смоделировав свой стиль по образцу однострунной игры Альберта Кинга и Би Би Кинга 
С 1968 года Ларри Дэвис вновь записывался, выпустив несколько синглов на Virgo Records и Kent Records. В 1972 году он попал в аварию на мотоцикле, в результате которой левая сторона туловища музыканта была временно парализована. Ларри Дэвис смог вернуться к карьере лишь почти через десять лет. В 1982 году Ларри Дэвис выпустил два удачных альбома, один из которых принёс ему две премии Blues Music Awards и номинацию на лучшего вокалиста. «Благодаря искусному продюсированию его друга Оливера Сэйна (также исполнил партии фортепиано, органа и саксофона в альбоме), Funny stuff звучит как нечто среднее между Альбертом Кингом и Би Би Кингом, а страстное пение Ларри всегда идеально в нужном месте» . Один из обозревателей писал об альбоме: «„Funny Stuff“ — замечательный блюзовый альбом старой школы. Ничего вычурного, никаких трюков, просто отличная музыка. Если вы поклонник великих певцов и игры ансамбля, то этот диск для вас. Он также прекрасно демонстрирует звучание блюза Сент-Луиса. Я ставлю этому 4 из 5 на блюзометре»  После этого Ларри Дэвис много гастролировал, играл на многих крупных блюзовых фестивалях и добился признания в Японии и Европе, много раз гастролируя по Европе . 
В начале 1990-х музыканту диагностировали рак и в апреле 1994 Ларри Дэвис умер в Лос-Анджелесе. 
«У него был потрясающий голос с мягким вибрато. Он пел в стиле Би Би Кинга, Литтл Джо Блу и Бобби Блу Блэнда. Его едкая однострунная гитарная работа располагается где-то между Би Би Кингом и Соном Силсом. Он играл более резко, чем Би Би Кинг, но не настолько резко, как Силс».

## Избранная дискография
- Live At J.B.Hutto's (1980), P-Vine Records
- Funny Stuff (1982), Rooster Blues
- Angels In Houston (1982), Rounder Records
- Blues Knights (1985), Blue Phoenix, Evidence Records, Black & Blue Records
- I Ain't Beggin' Nobody (1987),  Pulsar, Evidence
- Sooner or Later (1992), Bullseye Blues/Rounder
- Sweet Little Angel: B.B. King Presents Larry Davis (2002), P-Vine[7]